# Lysiteles falcifer
Espèce
Lysiteles falcifer est une espèce d'araignées aranéomorphes de la famille des Thomisidae.

## Distribution
Cette espèce est endémique du Yunnan en Chine,. Elle se rencontre dans le xian de Shuangjiang.

## Description
Le mâle holotype mesure 2,74 mm et la femelle paratype 2,77 mm.

## Systématique et taxinomie
Cette espèce a été décrite par Liu et Zhang en 2025.

## Publication originale
- Liu & Zhang, 2025 : « Three new species of crab-spiders (Araneae: Thomisidae) from Yunnan, China. » Zootaxa, no 5632(2), p. 377-389.